# Geraardsbergen
Geraardsbergen (französisch Grammont, deutsch Gerhardsbergen, lokal Giesbaargen) ist eine Stadt in der Denderstreek der belgischen Provinz Ostflandern. Sie besteht aus 16 Teilgemeinden: dem Stadtkern und 15 ländlichen Gemeinden. Die Stadt zählt 34.999 Einwohner (Stand 1. Januar 2024). Eine Sehenswürdigkeit ist das Manneken Pis, dessen Original vermutlich älter ist als dasjenige in der belgischen Hauptstadt Brüssel.
Unter Radsportfans ist die Stadt, die sich direkt an den Oudenberg anlehnt, durch die dortige sogenannte Mauer von Geraardsbergen bekannt, einen berühmten Anstieg auf der ehemaligen Strecke der Flandernrundfahrt. Mit dem Bosberg befindet sich auch der ehemals letzte Anstieg dieses Radklassikers bei Geraardsbergen. Weiterhin bekannt ist Geraardsbergen für seine Mattentaart. Patronheilige der Stadt sind der Hl. Bartholomäus und Hl. Hadrian.

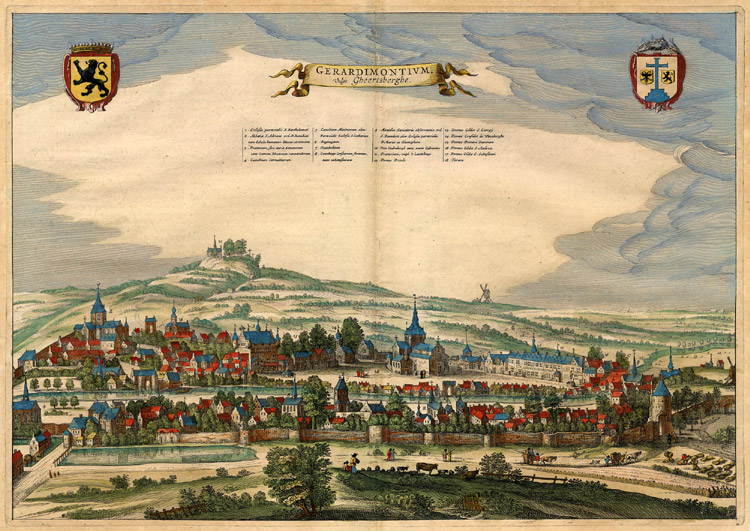
Geraardsbergen, 1649

## Geschichte

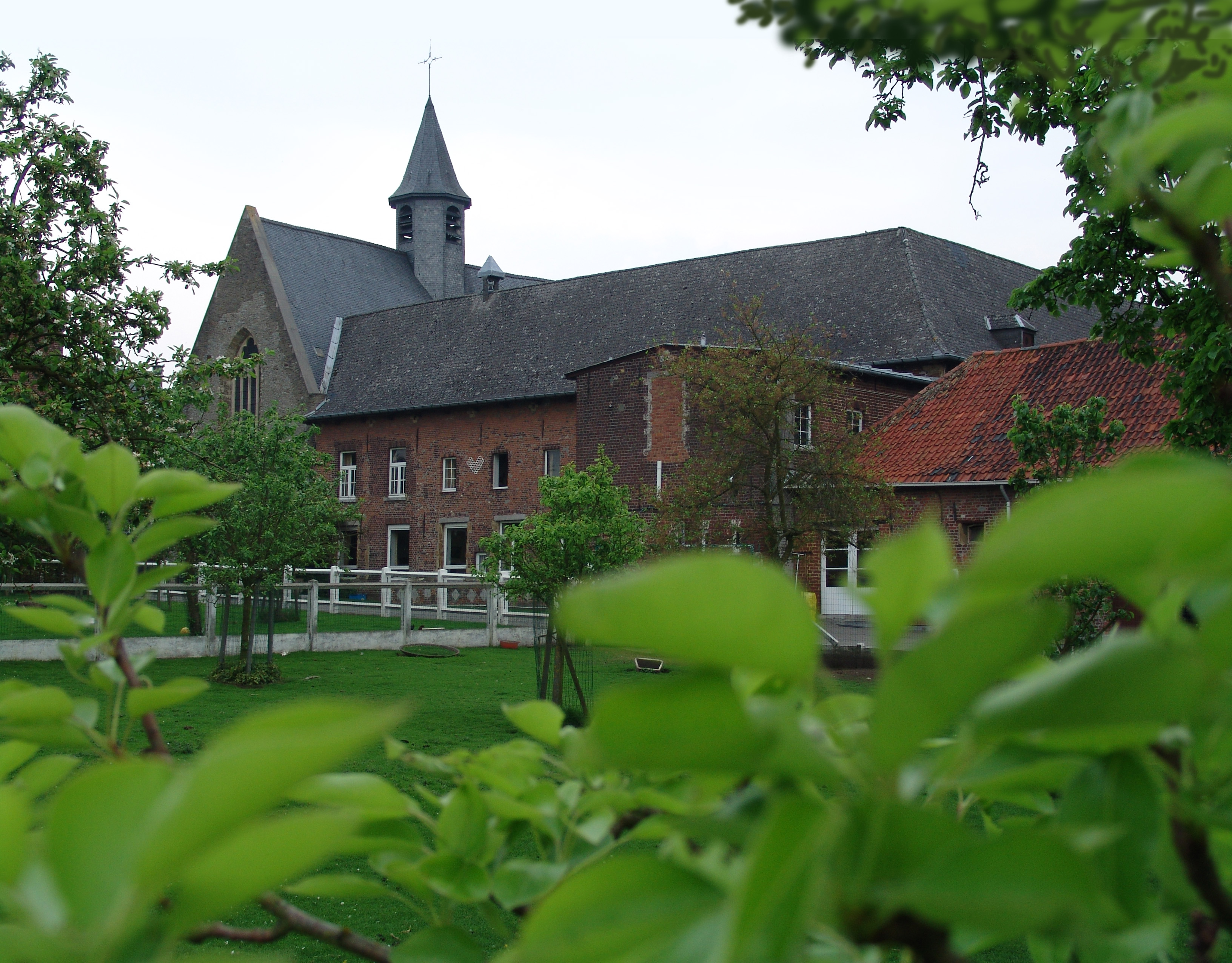
Die Hunnegemer Priorei (2005)

Geraardsbergen wurde nach 1060 durch Balduin VI. von Flandern wegen seiner strategischen Lage auf einem Hügel zum rechten Ufer der Dender an der Grenze zum Herzogtum Brabant gegründet. Die Grafschaft war bis 1046 durch die Schelde begrenzt, bis Balduin V. das Gebiet zwischen Schelde und Dender einnahm. Die Städte auf dem neuerworbenen Gebiet bzw. die Neugründungen mussten diesem entsprechend Schutz bieten. Daher kaufte Balduin den Hügel mit dem ihn umringenden Gebiet von Geraard van Hunnegem, woher sich der Name Geraardsbergen ableitet. Die lateinische Bezeichnung des Ortes Geroaldi Montem bestand schon vor der Gründung des Oppidums.
Die vorstädtische fränkische Niederlassung Hunnegem liegt auf dem linken Ufer und außerhalb des ummauerten Stadtkernes auf dem rechten Ufer am Fuße des Oudenberges. 1068 erwarb der Ort die Stadtrechte durch den neuen Grafen Balduin VI. Die Stadtrechte wurden am Ende des 12. Jahrhunderts schriftlich durch Philipp vom Elsass bestätigt.
1081 überzeugte Robert I. mit Unterstützung durch den Herrn von Boelare die Benediktiner, ihre Abtei aus Dikkelvenne nach Geraardsbergen zu verlegen. 1175 wurden die Reliquien des hl. Adrian von Nikomedien zur St. Petersabtei gebracht, die daraufhin in St. Adriansabtei umbenannt wurde. Die Abtei sollte für die Stadtentwicklung von großer Bedeutung sein. Sie kannte ein lange und große Blüte, was sich in einem entsprechend wichtigen Abteikomplex niederschlug. Die Verehrung des hl. Adrian als Schutzpatron schützte gegen die Pest, sodass Geraardsbergen eine größere Bekanntheit, sodass die Stadt sogar manchmal Adrianopolis genannt wurde. Verschiedene Wunder wurden vor Ort der Verehrung des Hl. Adrian zugeschrieben.
Ab dem 12. Jahrhundert wurde Geraardsbergen ein Zentrum des Tuchhandels. Die Stadt entwickelte sich ab dem 13. Jahrhundert auf dem linken Ufer der Dender fort. 1332 wurden neue Festungsmauern, Türme und Stadttore gebaut. In der Folge entwickelte sich in Geraardsbergen eine Ober- und Unterstadt.
Im 15. und 16. Jahrhundert war Geraardsbergen so wie Oudenaarde, Brüssel, Aalst und Edingen durch die Produktion von Wandteppichen bekannt. Die Produktion war qualitativ auf einem sehr hochstehendem Niveau; die Prunkstücke sind weltweit in Museen verbreitet (u. a. Wien, Boston und Madrid).
Die Entwicklung der Stadt stagnierte verschiedene Male durch Belagerungen, Brände und Epidemien. Im Streit der Grafen von Flandern mit der Stadt Gent stellte sich Geraardsbergen auf die Seite Gents und wurde deshalb 1381 durch Truppen des Grafen niedergebrannt. Im Vergleich mit der Entwicklung anderer Städte zogen Aalst und Oudenaarde an Geraardsbergen vorbei. Im 16. Jahrhundert wurde 1549 die Stadt von einem großen Brand und durch verschiedene Pestepidemien zwischen 1558 und 1585 erfasst. Am Ende des 16. Jahrhunderts waren nur noch 182 Häuser bewohnt.
Ab dem 17. Jahrhundert begann Geraardsbergen wieder zu blühen, der Tuchhandel erreichte 1697 seinen Höhepunkt und die Produktion von Spitze nahm ihren Anfang, vor allem schwere Chantilly aus Geraardsbergen wurde weltweit gehandelt und erreichte zwischen 1849 und 1870 ihre größte Blüte.
Inzwischen wurde 1838 eine Streichholzfabrik errichtet und 1849 begann die Produktion von Zigarren. Geraardsbergen entwickelte sich zu einer immer belangreicher werdenden Industriestadt, die 1855–1867 zudem durch Eisenbahnlinien erschlossen wurde (Aalst-Brussel; Melle; 's Gravenbrakel).
Geraardsbergen entwickelte sich im 20. Jahrhundert zur Regionalstadt. Wegen der zu kleinen Stadtfläche zogen die Einwohner vermehrt in angrenzende Randgemeinden, die sich in der Folge auch nach Geraardsbergen selbst hin entwickelten und mit der Gemeindefusion 1971 zu großen Teilen zur Stadt Geraardsbergen verschmolzen. Die weiter entfernt gelegenen Randgemeinden kamen erst 1977 zur Stadt.

## Stadtgliederung
Neben der eigentlichen Stadt besteht Geraardsbergen noch aus verschiedenen Teilgemeinden, die 1971 (Onkerzele, Overboelare, Goeferdinge und Nederboelare) bzw. 1977 (Schendelbeke, Idegem, Moerbeke, Viane, Zarlardinge, Ophasselt, Smeerebbe-Vloerzegem, Grimminge, Zandbergen, Nieuwenhove und Waarbeke) eingemeindet wurden.
| #    | Name                 | Fläche (km²) | Bevölkerung (31/12/2005) |
| ---- | -------------------- | ------------ | ------------------------ |
| I    | Geraardsbergen       | 1,91         | 6.445                    |
| II   | Overboelare          | 7,60         | 3.916                    |
| III  | Zarlardinge          | 6,53         | 962                      |
| IV   | Goeferdinge          | 3,83         | 2.609                    |
| V    | Nederboelare         | 2,16         | 923                      |
| VI   | Schendelbeke         | 5,89         | 1.754                    |
| VII  | Ophasselt            | 7,49         | 1.662                    |
| VIII | Smeerebbe-Vloerzegem | 3,66         | 760                      |
| IX   | Idegem               | 3,41         | 1.631                    |
| X    | Zandbergen           | 6,90         | 1.614                    |
| XI   | Nieuwenhove          | 1,99         | 467                      |
| XII  | Waarbeke             | 2,58         | 236                      |
| XIII | Grimminge            | 4,41         | 934                      |
| XIV  | Onkerzele            | 8,31         | 2.738                    |
| XV   | Moerbeke             | 6,43         | 2.968                    |
| XVI  | Viane                | 6,59         | 1.740                    |

Quelle: Stadt Geraardsbergen

### Overboelare

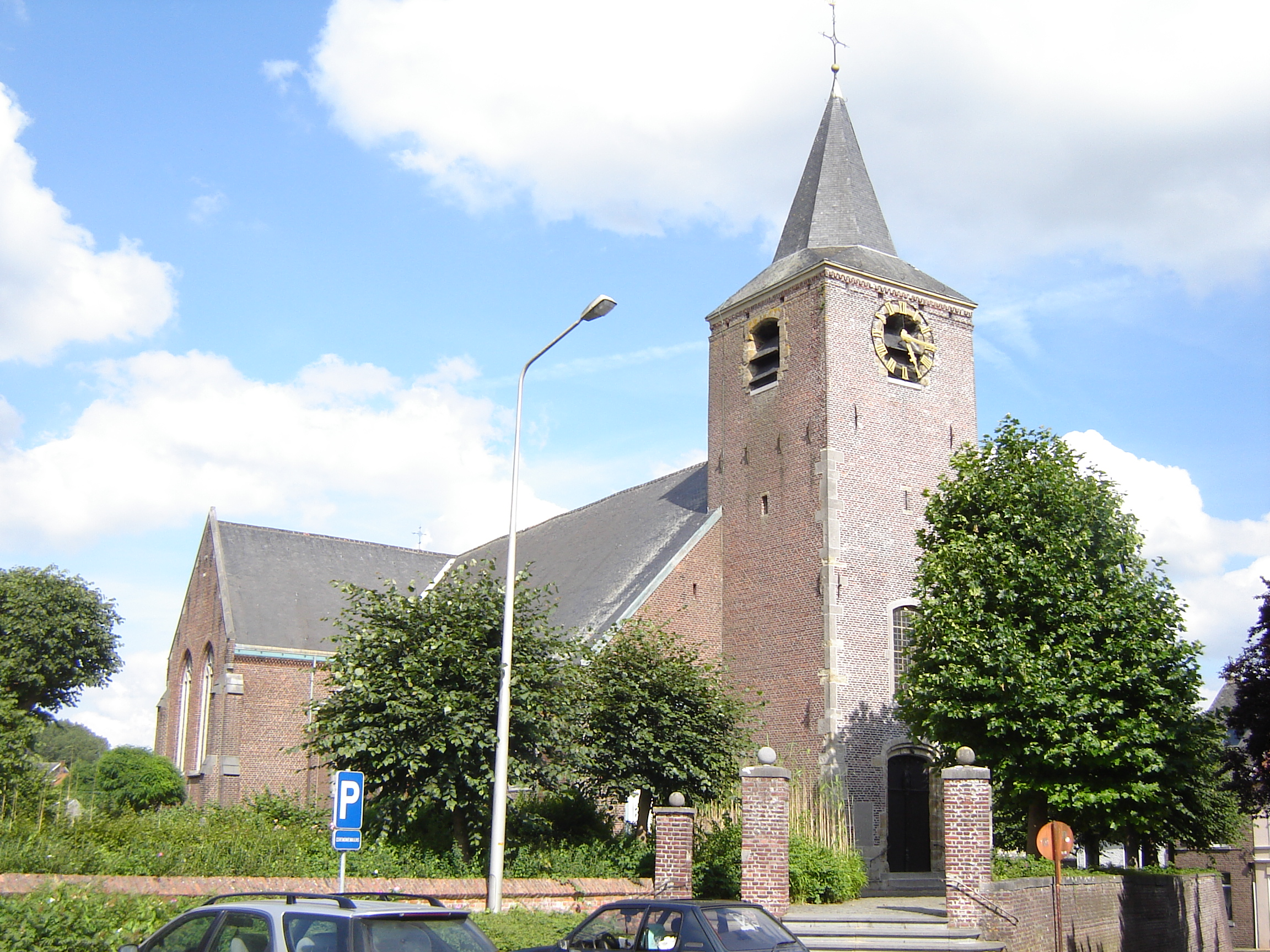
St.-Aldegondis-Kirche

Overboelare liegt im Südwesten von Geraardsbergen. Der Dorfkern ist mit der Stadt zusammengewachsen. Es entstand im 13. Jahrhundert als die zweite Parochie auf der Domäne Boelare, zuerst 822 als 'Buonlare' vermeldet, was morastiges, waldbewachsenes Terrain (Germanisch 'hlaêri') auf flachem Grund (Germanisch 'bôn') bedeuten soll. Um den Unterschied zur bereits bestehenden Parochie Boelare deutlich zu machen, fügte man beiden Namen der Lage an der Dender gemäß Nieder- bzw. respektive Ober- zum Namen hinzu.
Bis zur Französischen Revolution gehörte es zum Kerngebiet der Baronie von Boelare, in der Kastellanei des Landes von Aalst und teilte daher dessen Geschichte. Mit dem nahegelegenen Nachbar Goeferdinge formte es eine Vierschar.
Sehenswert ist die dreischiffige ursprünglich klassizistische St.-Algondis-Kirche von 1770, der 1864 das neogotische Querschiff, sowie Chor, Turm und wesentliche Teile des Mobiliars hinzugefügt wurden. In Overboelare spielt auch der Fußballverein KVR Overboelare.

### Zarlandinge

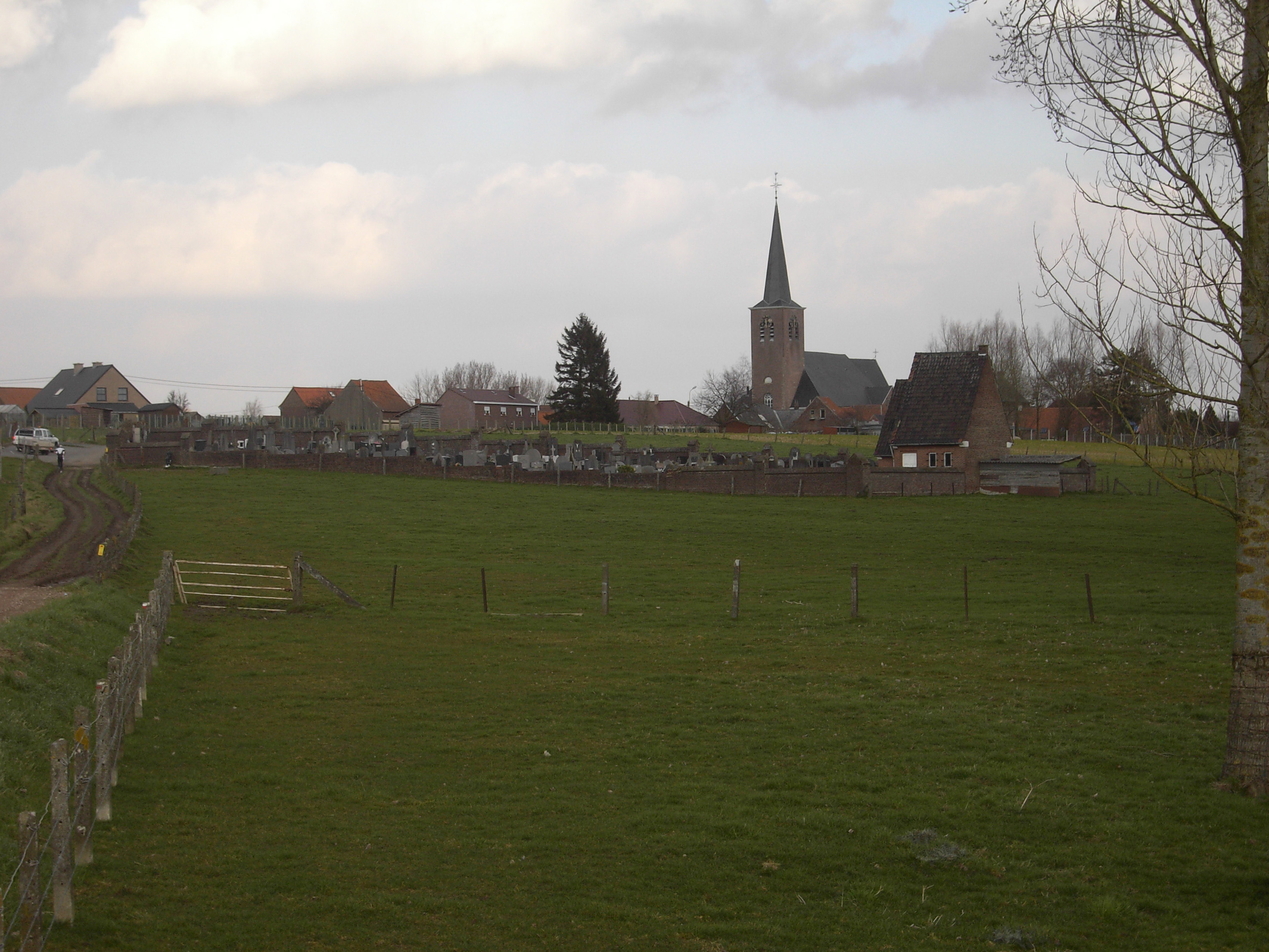
Sicht auf Zarlardinge

Das Dorfzentrum liegt nicht mal einen Kilometer westlich von dem Goeferdinges. Besonderes Ereignis stellt die St. Antoniusverering am 17. Januar und der sogenannte Trippenworp dar.

### Goeferdinge

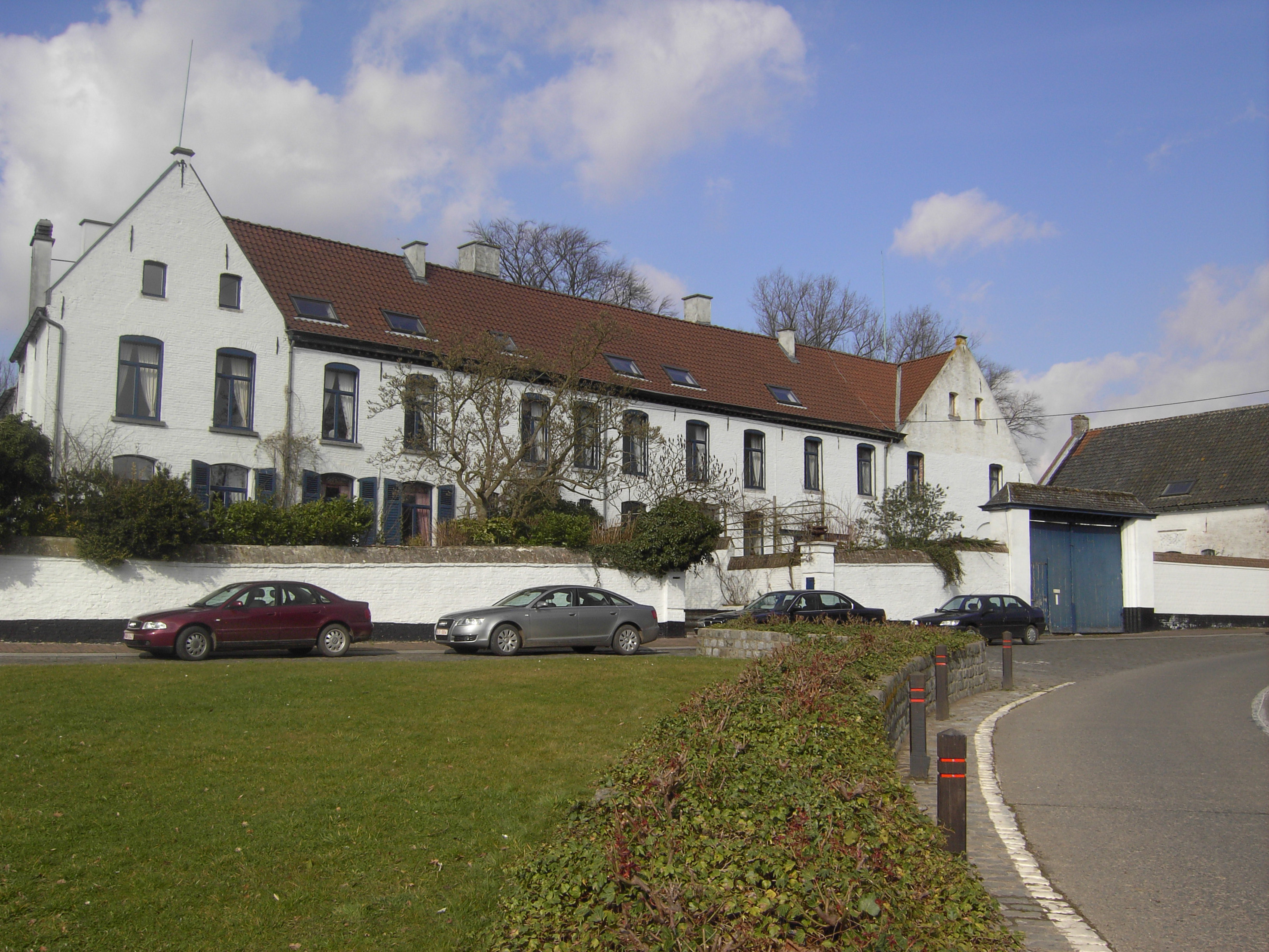
Historisches Gebäude in Goeferdinge

Goeferdinge ist durch Landstraßenbebauung mit Overboelare und dem Zentrum verbunden. Erst sehr spät, nämlich im 15. Jahrhundert, wird Goeferdinge als 'Goefferdinghen' (zurückgehend auf Godafrithinga Haim bzw. Hufe/Niederlassung von Godfrieds Nachkommen) vermeldet. Die Parochie gehörte bis zur Französischen Revolution zur Baronie von Boelare, in der Kastellanei und dem Land von Aalst, zusammen mit Overboelare formte es eine Vierschar. Die zahlreichen Funde aus der späten Frühgeschichte (Neolithicum) und der römischen Zeit verdeutlichen eine lange Besiedlungsgeschichte in der hügeligen Lehmlandschaft von Goeferdinge. Der Hogeweg auf der Grenze zu Overboelare gelegen, ist Teil einer römischen Wegtrasse, die Geraardsbergen mit der römischen Niederlassung Flobecq-Le Puvinage (Hennegau) verband. Auf den hochgelegenen, fruchtbaren Ackern entlang dieses Hogeweges fand man Reste einer gallorömischen Villa. Zusammen mit anderen Fundorten, bspw. den Resten eines merowingischen Gräberfeldes (6. und 7. Jahrhundert) in Overboelare und dem frühmittelalterlichen Siedlungskern von Hunnegem, weist dies auf eine Besiedlungskontinuität des südwestlichen Areals von Geraardsbergen seit der gallorömischen Zeit hin. Die St.-Bavo-Kirche wurde 1776 vollständig im klassizistischen Stil wiederaufgebaut, das Interieur entstammt der gleichen Epoche. Von der alten Kirche blieb nur ein quaderförmiges Taufbecken übrig.

### Nederboelare
Nederboelare liegt im Norden des Geraardsberger Stadtzentrums, ist jedoch ebenfalls mit der Stadt verwachsen. Nederboelare hieß ursprünglich nur Boelare, erstmals 822 als 'Buonlare vermeldet'. (Zur Namensgeschichte siehe oben bei Overboelare.)
Bis zur Französischen Revolution war es das Zentrum der Baronie von Boelare, in der Kastellanei und dem Land von Aalst, mit dem es wie Overboelare dieselbe Geschichte teilt. Jedoch formte Nederboelare mit dem nahegelegenen Onkerzele eine Vierschar.
Sehenswert sind das umwallte Kastell von Boelare, ein aus dem 18. Jahrhundert anstelle der ursprünglichen feudalen Burg errichteter Komplex und früherer Sitz der gleichnamigen Baronie, sowie die moderne St.-Makarius-Kirche mit ihrem alleinstehenden Turm von 1971–72. Entwerfer waren die Architekten Leus und Gavel (Gent) und Borremans (Geraardsbergen).

### Schendelbeke

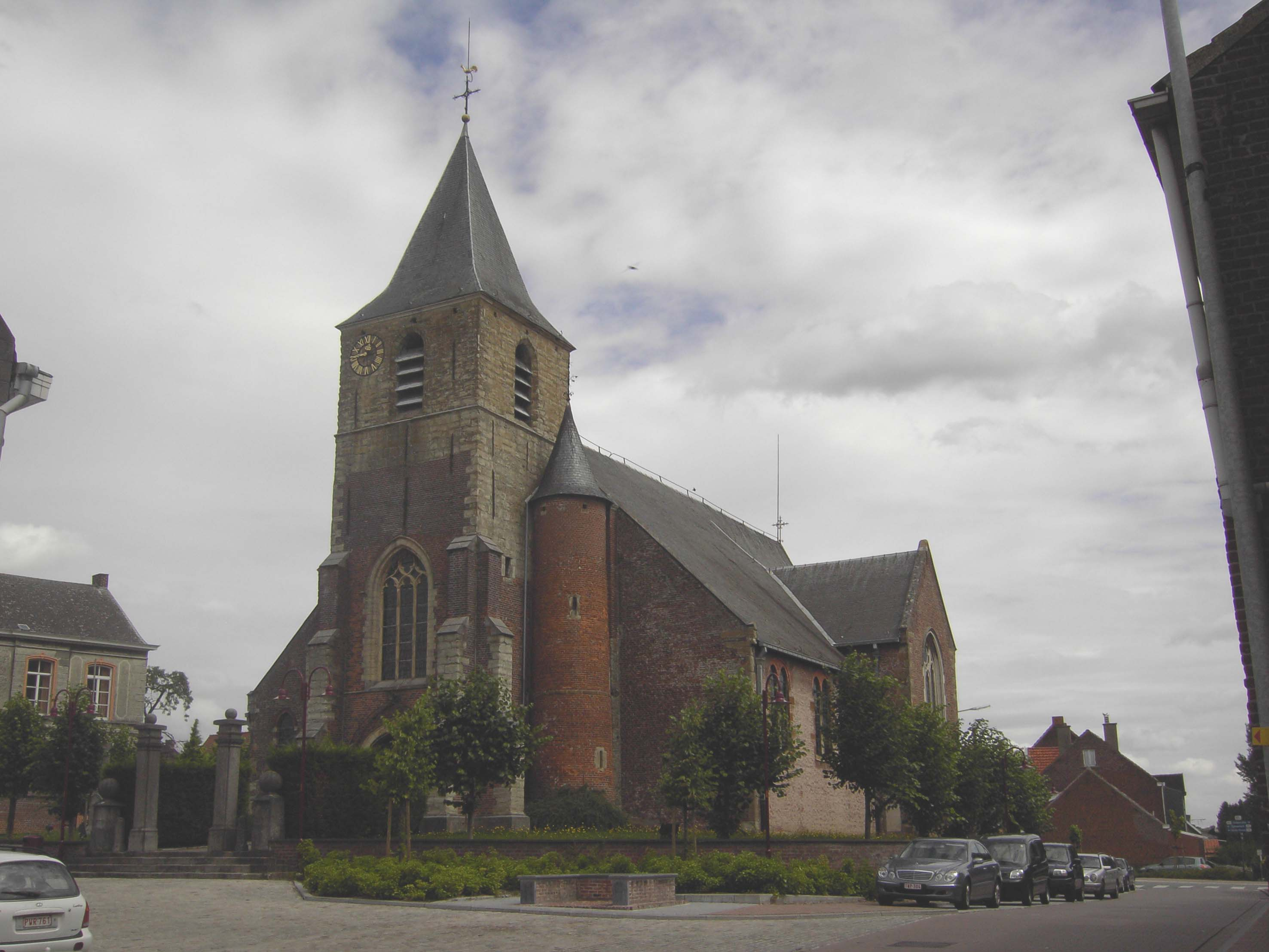
Kirche von Schendelbeke

868 wird Schendelbeke erstmals als 'Scemtlebeke'; erwähnt, worauf erst 1186 Scindelbecca und 1186 dann Scendelbeke wird. Die darüber hinaus auftauchende Variante 'Scemtlebeke' wurde durch romanischsprachige Menschen aufgeschrieben und dürfte deshalb eher weniger als repräsentativ gelten. Ebenso bleibt der erste Teil des Namens rätselhaft.
Die Herrschaft war zu Beginn ein eigenes Gut, Lehen der Grafschaft Aalst an eine Familie, die sich nach dem Ort benannte. Einer der Herren Willem Van Schendelbeke, war 1386 Oberer Vogt des Landes von Aalst.
Am Ende des 13. Jahrhunderts fand man die Domäne in Händen von Jan Geylinck, Ratsherr des flämischen Grafen Lodewijk van Crécy. Er stiftete das Kartäuserkloster, das später nach Sint-Martens-Lierde übergehen sollte. Sein Erbe Jan Hergod gab die Herrschaft 1334 Nicolas Van Belle ab, Baron von Boelare und wurde Herzstück der Baronie von Boelare bis zur Französischen Revolution. Danach gehörte die Burg der Parochie. Der Ort formte mit Smeerebbe eine Vierschar.
Sehenswert ist die St.-Amandus-Kirche von 1669. Inzwischen wurde sie mehrmals umgebaut, vor allem zwischen 1822 und 1890. Das Interieur beherbergt den Hauptaltar von 1783 aus der verschwundenen St. Adriansabtei von Geraardsbergen. Die Orgel vom Beginn des 19. Jahrhunderts ist seit 1980 denkmalgeschützt, seit 2003 gilt dies für die gesamte Kirche.

### Ophasselt
Die ältesten Meldungen von Ophasselt gehen zurück bis 963 und 1015, wo der Ort als „Haslud“ erwähnt wird. Die folgenden Jahrhunderte lag das Sagen bei den Herren von Hasselt. Ophasselt bestand aus drei Herrschaften im 15. Jahrhundert, nämlich Vrijheid, Moenebroek und dem Dorf, wo auch die Kirche stand. 1654 wurde es zur Grafschaft erhoben, im Besitze von Philip Frans du Faing erhoben.
Die Bevölkerung lebte im 19. Jahrhundert vornehmlich von Landbau, der Ort hatte jedoch auch Industrie. Die Rapide-Fabrik, spezialisiert in Landbauwerkzeuge und Waschmaschinen, dominierte zum großen Teil das tägliche Leben. Die Familie De Vleeschauwer, die Eigner der Fabrik, drückten dem Dorfleben einen deutlichen Stempel auf und stellten auch den letzten Bürgermeister vor der Gemeindefusion. Der Fabrikname lebt noch im Namen des lokalen Fußballvereins Rapide Club Ophasselt (grün-rot) fort. Auch die architektonisch wertvolle 'Villa Armand' vom Beginn des 20. Jahrhunderts geht auf die Familie zurück.
Die (zusammen mit dem umliegenden Kirchhof) denkmalgeschützte St. Peterskettenkirche besitzt mit Turm und Turmpfeilern noch Elemente aus dem 15. Jahrhundert, der Rest verschwand bei einem Brand um 1600. Das heutige Schiff stammt von 1777, der Chor wurde 1812 angepasst. Seit Ende 2010 haben größere Restaurierungsarbeiten begonnen. Kirche und umliegender Kirchhof samt Mauer sind als Landschaftsdenkmal geschützt. Ebenso als Gebäude denkmalgeschützt ist die neoklassizistische Pastorei.
Durch Ophasselt läuft die Straße N8.

### Smeerebbe-Vloerzegem
Das von 760 Einwohnern bevölkerte Örtchen bestand eigentlich aus zwei Orten, die schon der Bindestrichname verrät. Beide Teile, Smeerebbe und Vloerzegem gehörten unabhängig zur Baronie von Boelare, sie wurden jedoch im 18. Jahrhundert zusammengefügt. Sehenswert sind die St.-Amandus-Kirche in Smeerebbe und die St.-Matthäus-Kirche in Vloerzegem.
Seit der belgischen Unabhängigkeit gab es bis zur Eingliederung nach Geraardsbergen 1977 folgende Bürgermeister:
- J. Van Crombrugghe (1830–1842)
- V. De Clippele (1843–1850)
- L. De Backer (1851–1854)
- C. De Ro (1855–1857)
- B. De Wandel (1858–)
- Gustaaf Van Damme
- Richard Vander Stuyft (1936–1964)
- Roger De Nutte (1964–1976)

### Idegem
Als einziger Ort an der Dender besitzt Idegem noch einen Fährübergang. 964 als Idingehem erwähnt, eine Form, die noch nicht sehr vom ursprünglichen Namen Idinga Haim abweicht, was germanisch für „Hufe/Niederlassung von Idos Nachkommen“ ist. Auch diese Parochie gehörte zur Baronie von Boelare, zusammen mit Smeerebbe formte Idegem eine Vierschar.
Die Dorfherrschaft war der Beginn der alten Familie Van Idegem oder d’Ydeghem, die durch Heirat mit mehreren mächtigen flämischen Geschlechtern verbunden war. Sie führten im Wappen zwei goldene Querbalken von Schwarz. Die Domäne ging schließlich in andere Hände über, durch die Heirat Conrnelias d’Ydeghem de Watou mit Antoine-François De Gruutere, der 1643 zum Ritter geschlagen wurde. Ihre Nachkommen nannten sich selbst De Gruutere d’Ydeghem.
Am Westturm des 15. Jahrhunderts wurde um 1780 eine klassizistische Kirche gebaut, mit angepasstem Interieur. Diese St.-Petersketten-Kirche steht seit 1974 unter Denkmalschutz.
In Idegem spielt der Fußballverein Wilskracht Idegem.

### Zandbergen

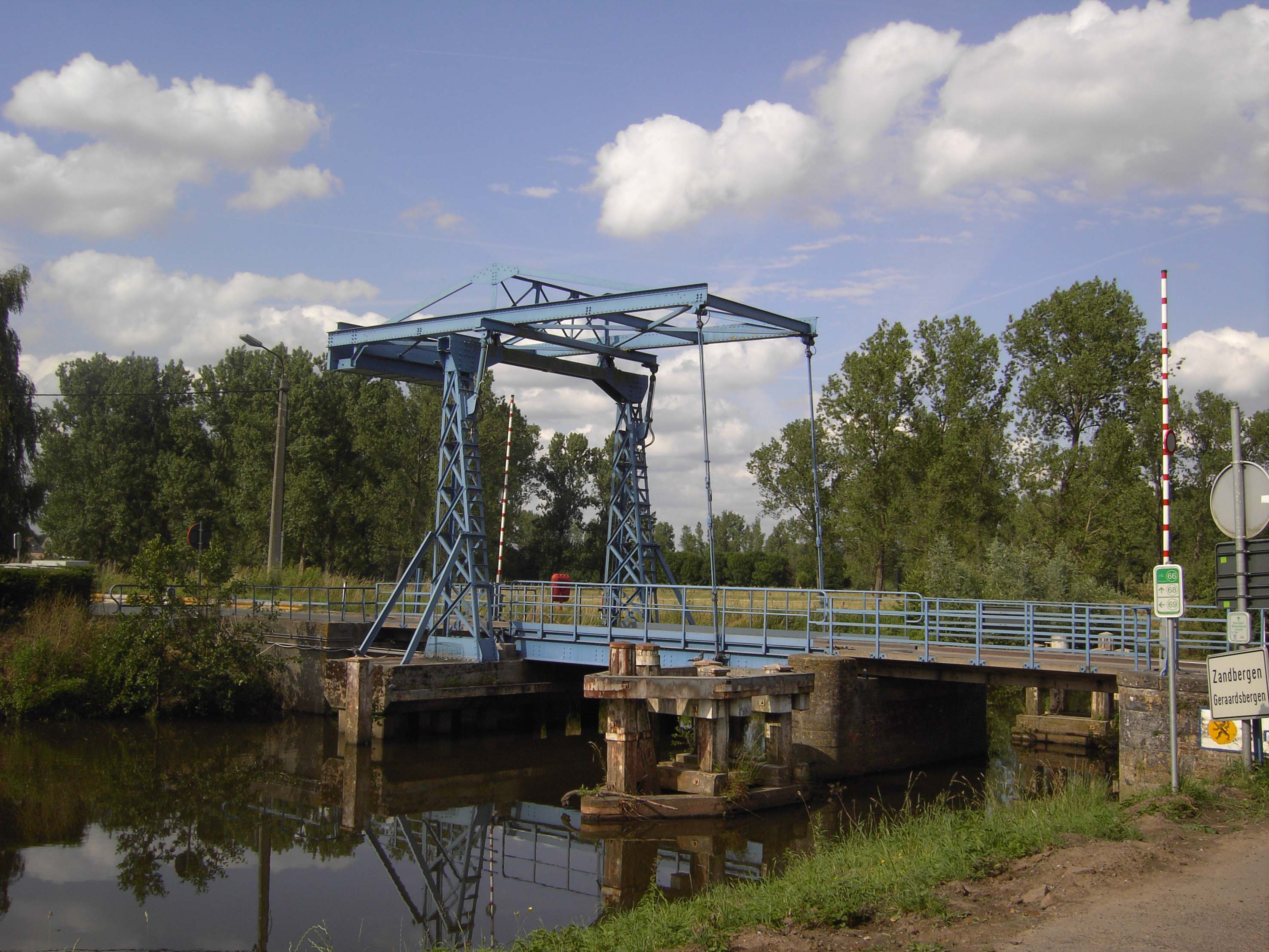
Denderbrücke in Zandbergen

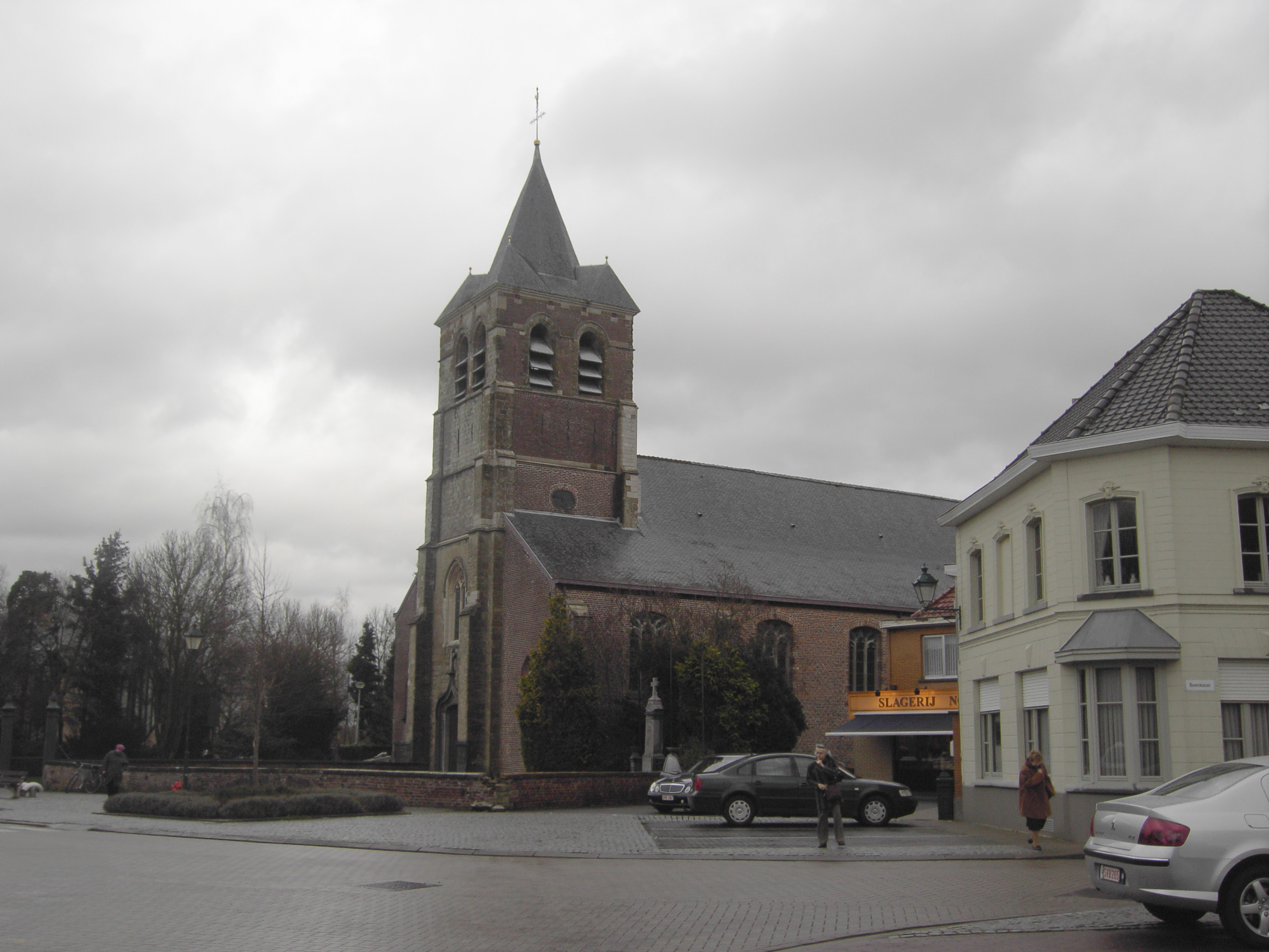
Liebfrauenkirche

Der Dorfkern liegt südlich der Dender. Nördlich davon steht der Bahnhof. Das neuere Bahnhofsviertel ist durch Bandbebauung mittlerweile mit Appelterre-Eichem verbunden.
Sehenswert sind die seit 1971 denkmalgeschützte Liebfrauenkirche mit Westturm aus dem 13. Jahrhundert, das Wasserkastell de Lalaing, auch Hof von Lier genannt, sowie der denkmalgeschützte, aber seit mindestens 2009 im Verfall begriffene Bahnhof Zandbergen (Jean-Pierre Cluysenaar)
In Zandbergen spielt der Fußballverein SK Zandbergen.

### Nieuwenhove
Nieuwenhove hat weniger als 500 Einwohner, erstmals vermeldet wurde es 1090 als Niwehove, was sich deutlich als nieuwe hoeve (Neue Hufe) lesen lässt. Nieuwenhove teilte die Geschichte von Waarbeke und wurde nach 1658 mit Waarbeke aus der Baronie von Boelare ausgekoppelt.
Die gotische Sint-Jan-de-Doperkerk verrät drei Bauphasen. Die eigentliche Kirche mit seinem achteckigen Turm stammt aus dem 13. Jahrhundert, das Querschiff und die Kapelle der Dorfherren aus dem 15. Jahrhundert, das Portal ist von 1772. Das Gebäude ist seit 1942 denkmalgeschützt. In der Kirche steht ein gehauenes Taufbecken aus weißem Stein aus dem 12. bis 13. Jahrhundert.

### Waarbeke

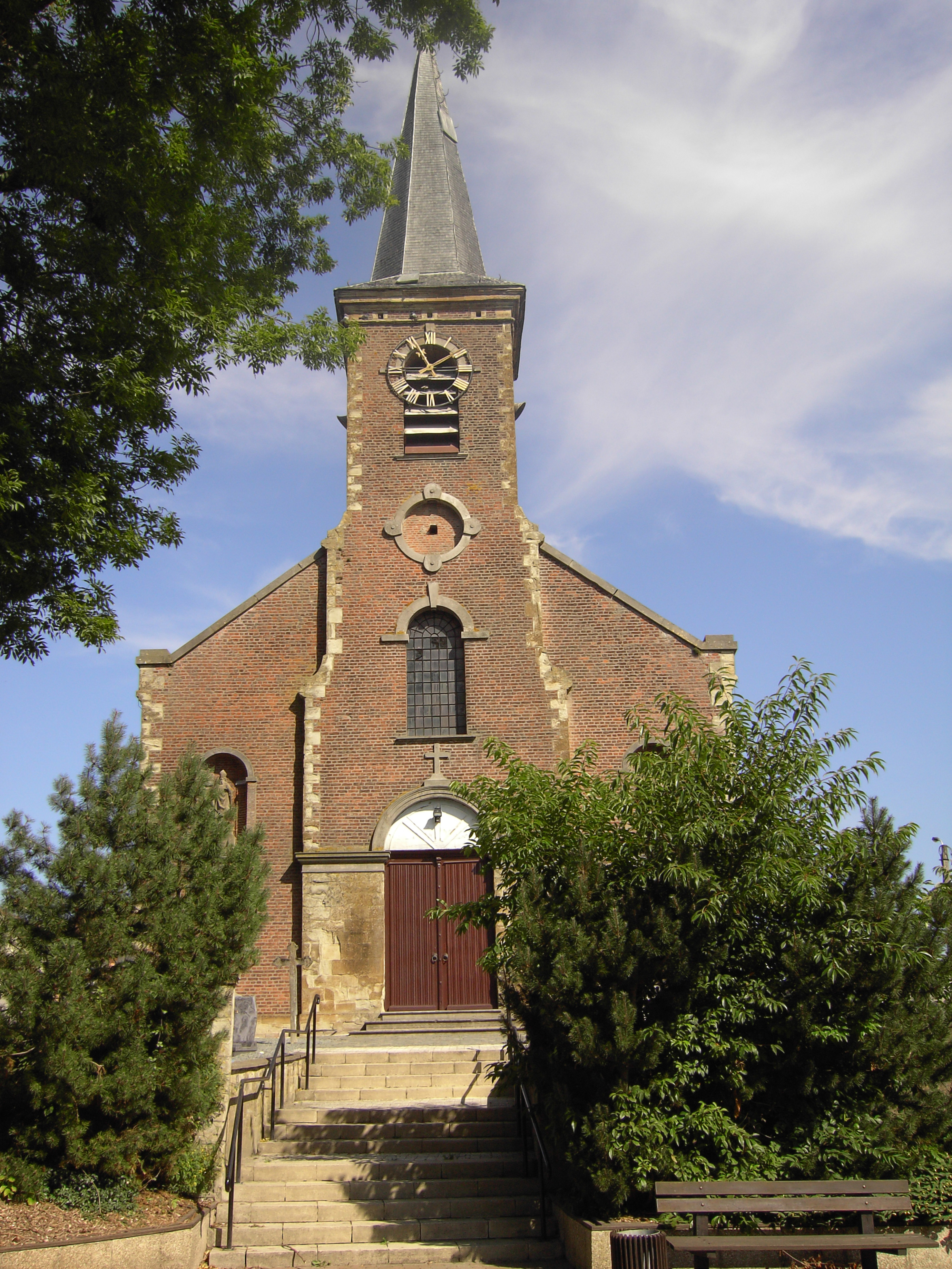
St.-Amandus-Kirche

Das Dorf liegt an der Provinzgrenze, wo die Flämischen Ardennen ins Pajottenland übergehen. Als „Warbegka“ wird der Ort 1117 erstmals erwähnt, wobei „waar“ die Bedeutung von Graben oder Pfuhl haben kann.
Die Parochie gehörte bis 1658 zum Kerngebiet der Baronie von Boelare, in der Kastellanei des Landes von Aalst. Zusammen mit Nieuwenhove formte der Ort eine Herrschaft und eine Vierschar. 1658 wird diese Herrschaft losgekoppelt und kommt an die Familie Van Steenhout oder de Steenhault.
Auf einer kleinen Anhöhe steht das St.-Amandus-Kirchlein, etwa 1847 in einem nicht strikt klassizistischen Stil. Das schmale und hohe Gebäude zählt drei Schiffe und hat einen eingebauten Westturm, flankiert durch zwei Nischen mit Bildern des Hl. Amandus und des Hl. Rochus. Der Turm beherbergt ein Glockenspiel, installiert 1970. Das Mobiliar entstammt noch dem 19. Jahrhundert.
Das Dorf liegt im Herzen des ersten offiziell anerkannten Stillegebietes in Flandern. In der alten Pastorei ist die soziokulturelle Bewegung rund um Stille und Lebensqualität ansässig.

### Grimminge

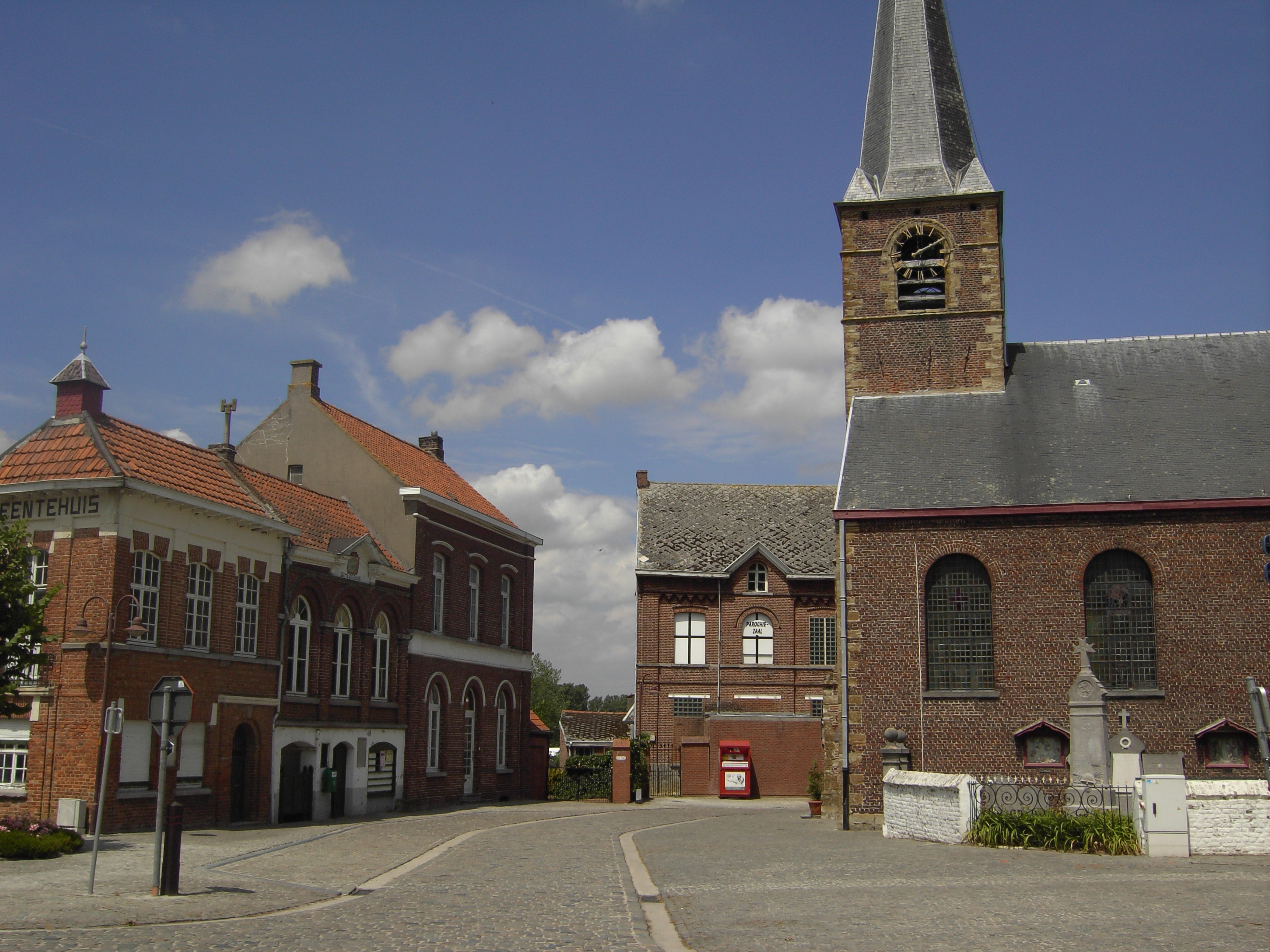
Gemeindehaus, Parochiesaal und Kirche von Grimminge

Grimminge wird bereits 1068 in einer Urkunde vermeldet. Der Name bedeutet: „Dorf von Grimo“. Der erste Teil des Namens geht auf den Herrn oder Obersten zurück, der auf einem bestimmten Platze sein Herrenhaus festigte. Der ursprüngliche Name Grimighem war also das Dorf von Grimo(ald), Grimmo oder Grimmert (Grîminga haim). Andere Schreibweisen waren Grimmine (1121), Grimenghem (1234), Griemeghem (1443) und später Grieminghen und Grimmingen. Ab dem 13. Jahrhundert ist der Name mit der Geschichte der Abtei von Beaupré verbunden.
Das Wappen, eine grüne Tabakpflanze auf goldenem Grunde, verweist auf die Geschichte des Ortes im Zusammenhang mit Tabakanbau.
Im Süden liegen Teile des Raspaillebos. Auch das Natuur- en Mileueducatief Centrum (Natur- und Umweltlehrzentrum) NMEC De Helix ist in dem Dor beheimatet.
Bekannte Vögte waren: Rogier van Landuyt (1530), Lieven Sierejacobs (1742), Pieter De Cooman (1766), Denijs Exterdael (1769), Adriaan van Damme (1770), Bert. van Damme (1776)
Bekannte Bürgermeister waren: Jan de Gheyter (1730), Denijs Exterdael (1742), J.-B. Doolaeghe (1769), Christian Rigo (1771), P. de Geyter (1801), J. Walraevens (1808), Frans Rens (1812), B. Prové (1820), E.F.G. Germanes (1825), P. Steenhout (1837), E.F.G. Germanes (1848), P. Steenhout (1873), H. van Helleputte (1880), T. Germanes (1882), J. De Bruyn (1888), Jan Van Bever, Pieter Vlassenbroeck, René Van Eesbeek
Elie De Mol (1958)

### Onkerzele
Onkerzele wird 1149 als Unchresele erstmals erwähnt. Während der erste Namensbestandteil ungeklärt bleibt, lässt sich der zweite deutlich vom germanischen sali (Sel) ableiten, was so viel bedeutet wie kleine Hufe, wo Menschen und Tiere in einem Raum, einem ‚Saal‘, zusammenleben.
Die Parochiekirche gehörte bis zur Französischen Revolution wie bei anderen Ortsteilen auch zur Baronie von Boelare, zur Kastellanei und Land von Aalst. Zusammen mit Nederboelare formte es eine Vierschar.
Die St.-Martins-Kirche von 1842 wurde in früher Neogotik errichtet, das Interieur besitzt noch einige Stücke der alten Kirche.
In Onkerzele spielt der Fußballverein FC Eendracht Onkerzele.

### Moerbeke
Im Norden von Moerbeke liegt noch der Weiler Atembeke, im Nordosten liegt der Raspaillebos. Moerbeke ist Geburtsort von Wilhelm von Moerbeke. In Moerbeke spielt auch der Fußballverein FC Eendracht Moerbeke.

### Viane
Viane liegt im Osten von Geraardsbergen nahe der Grenze zum Hennegau. Das ländliche Dorf wird vom Reste Geraardsbergens durch das Flüsschen Mark, einem Zufluss der Dender, geschieden. Jährlich wird der Radrennstreit GP Paul Borremans in Viane organisiert. Sehenswert sind die St.-Amandus-Kirche, eine neogotische Hallenkirche von 1843 und das zusammen mit seiner Landschaftsumgebung geschützte Kastell de Blondel de Beauregard.

## Sehenswürdigkeiten
- Sehenswert ist der Große Markt mit neogotischer St.-Bartholomäus-Kirche und neogotischem Rathaus, zu dessen Fuße das Geraardsbergener Manneken Pis steht, das jenem von Brüssel durchaus ähnlich sieht, jedoch nach Stadtrechnungen erwiesenermaßen ganze 160 Jahre älter ist. Auf dem Platz steht vor dem Rathaus auch der Marbol genannte (Spring-)Brunnen. Dabei handelt es sich um eine Replik des ursprünglichen Brunnens, der 1930 vom Platz genommen wurde. Bereits im 14. Jahrhundert wird ein Brunnen erwähnt.
- Das alte Hospital mit dem barocken Hospitalkirchlein 1761–1763.
- Die St.-Adrians-Abtei, gestiftet 1096, vor ihrer Schließung während der Französischen Revolution war sie eine der mächtigsten Benediktinerabteien in Flandern.
- Hunnegem, romanisches Kirchlein und Priorei. Das Interieur der Kirche und der Paxsaal sind Perlen neogotischer Malerei.
- Der Oudenberg (dt. „Altenberg“) mit der Mauer von Geraardsbergen, dem Königshügel verschiedener Radrennmeisterschaften, darunter die Flandernrundfahrt. 2004 wurde die Stadt ebenfalls durch die Tour de France befahren. Die besondere Schwierigkeit für die Fahrradfahrer ergibt sich durch das horizontal verlegte Kopfsteinpflaster, das somit eigentlich kleine Treppchen formt. An der Spitze des Altenbergs befindet sich die Liebfrauenkapelle; ein Wallfahrtsort. Eine andere Höhe aus den Radrennen ist der Bosberg, der auf der Grenze zu Galmaarden liegt.
- De Permanensje: audiovisuelles Regionsbesucherzentrum der flämischen Ardennen
- Geraardsbergen hat auch ein historisches Stadt-Riesenpaar, Goliath und Agnes zuzüglich ihrer Tochter Kinneke Baba. Kinneke Baba ist ebenso die Bezeichnung einer Vereinigung Geraardsberger Studenten an der Freien Universität Brüssel. Die Studenten der Universität Gent und der Genter Hochschulen vereinigten sich 1073 im Studentenclub „De Geraard“.

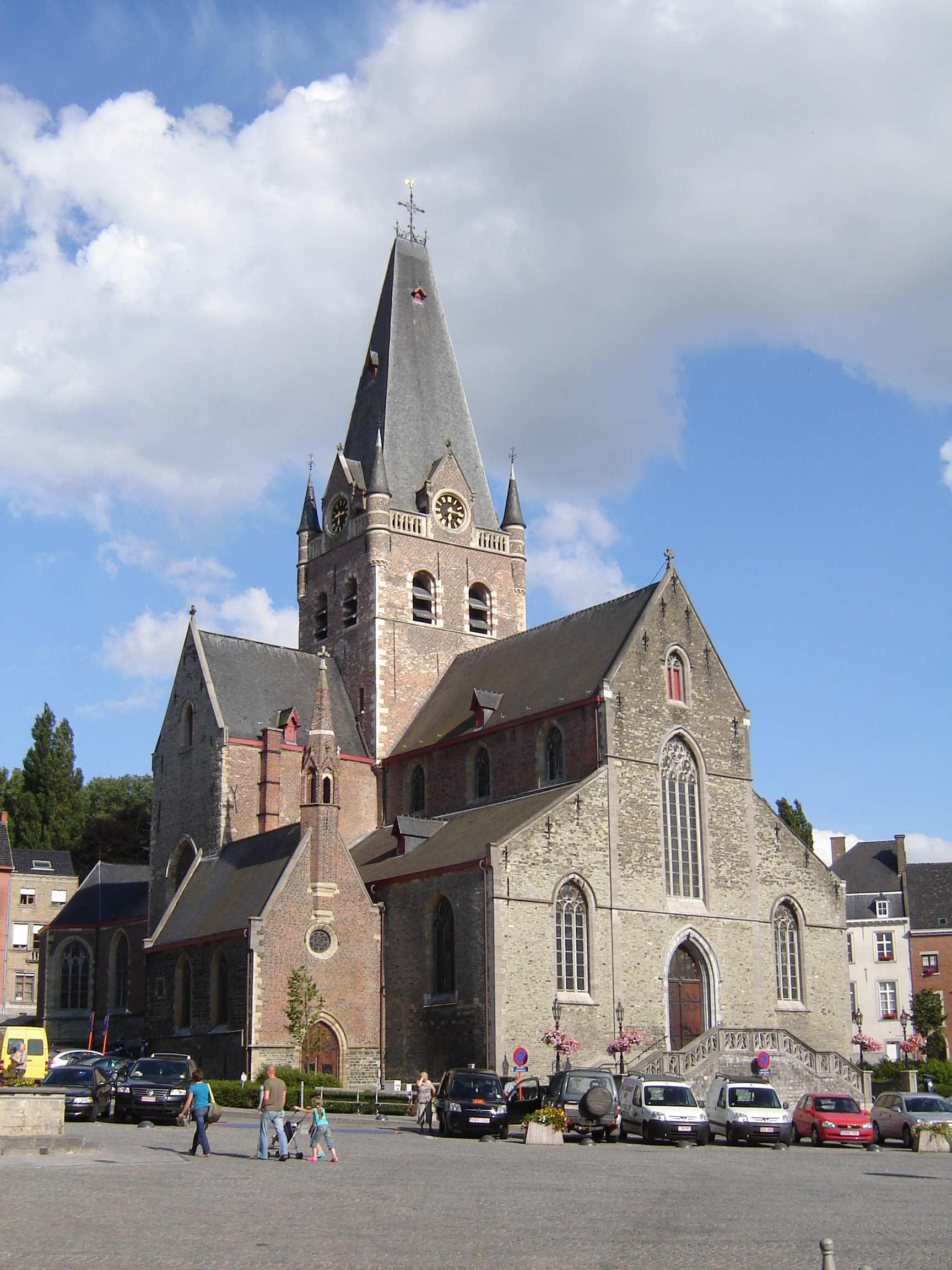
St.-Bartholomäus-Kirche
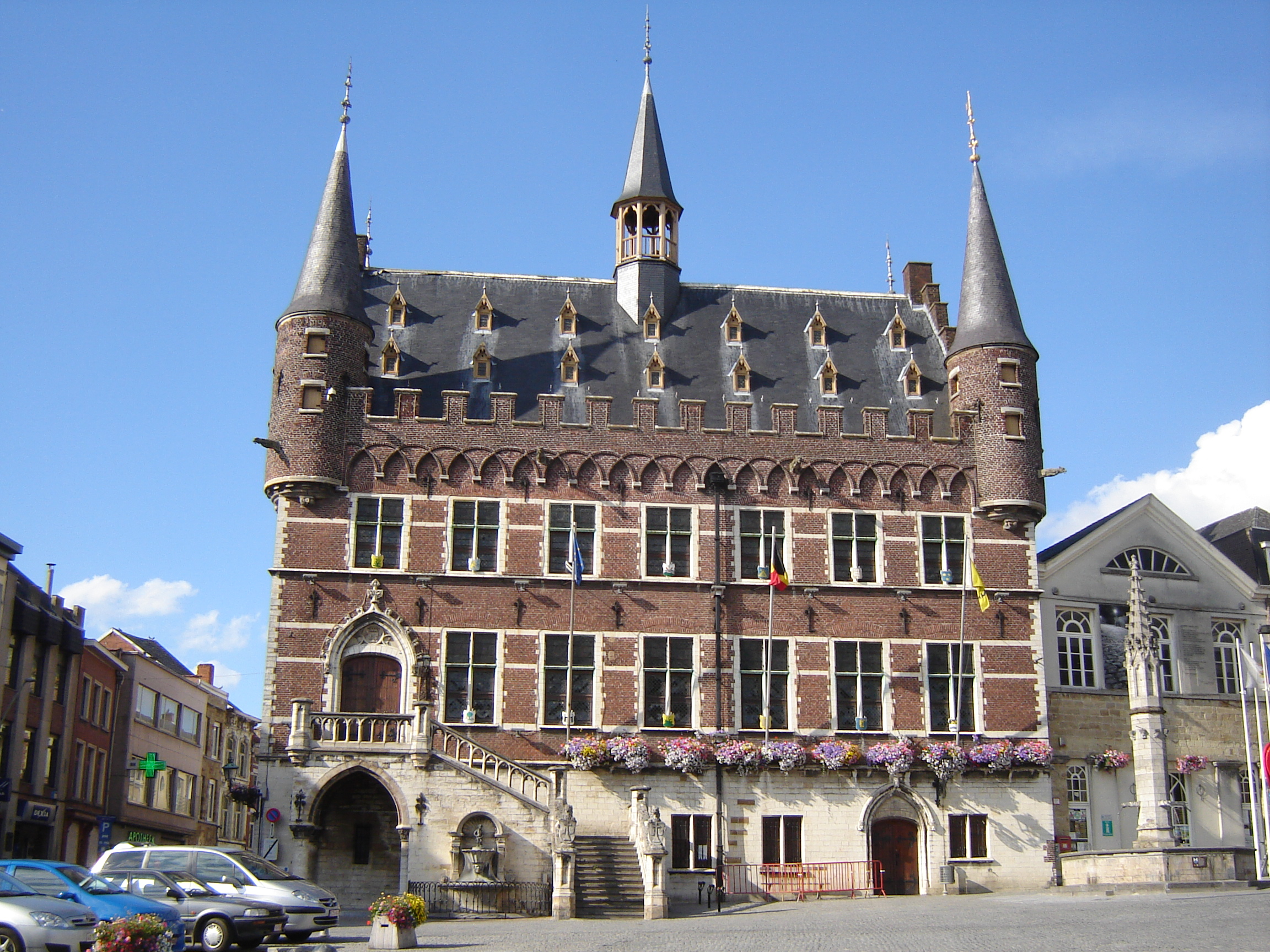
Rathaus
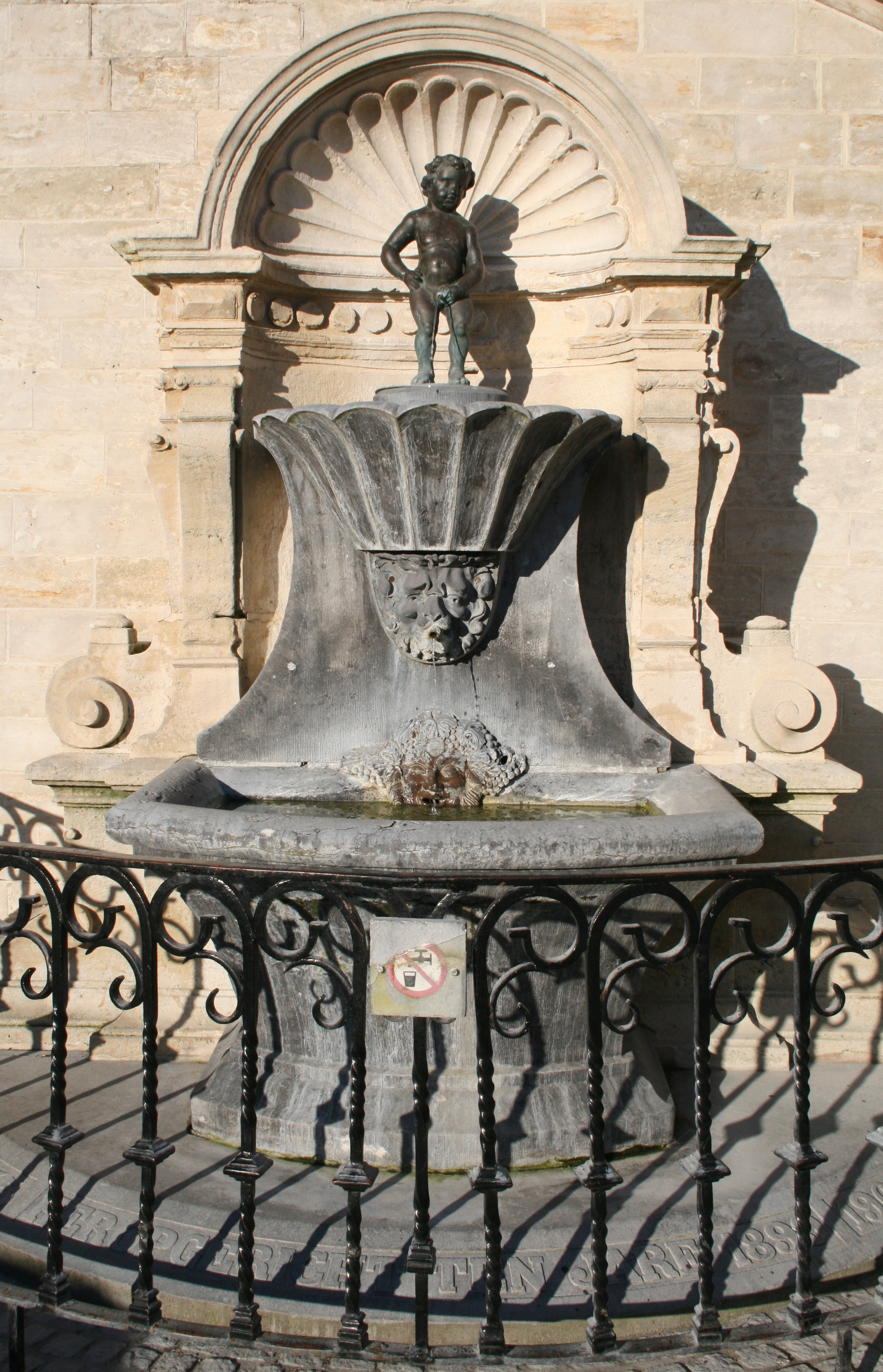
Manneken Pis
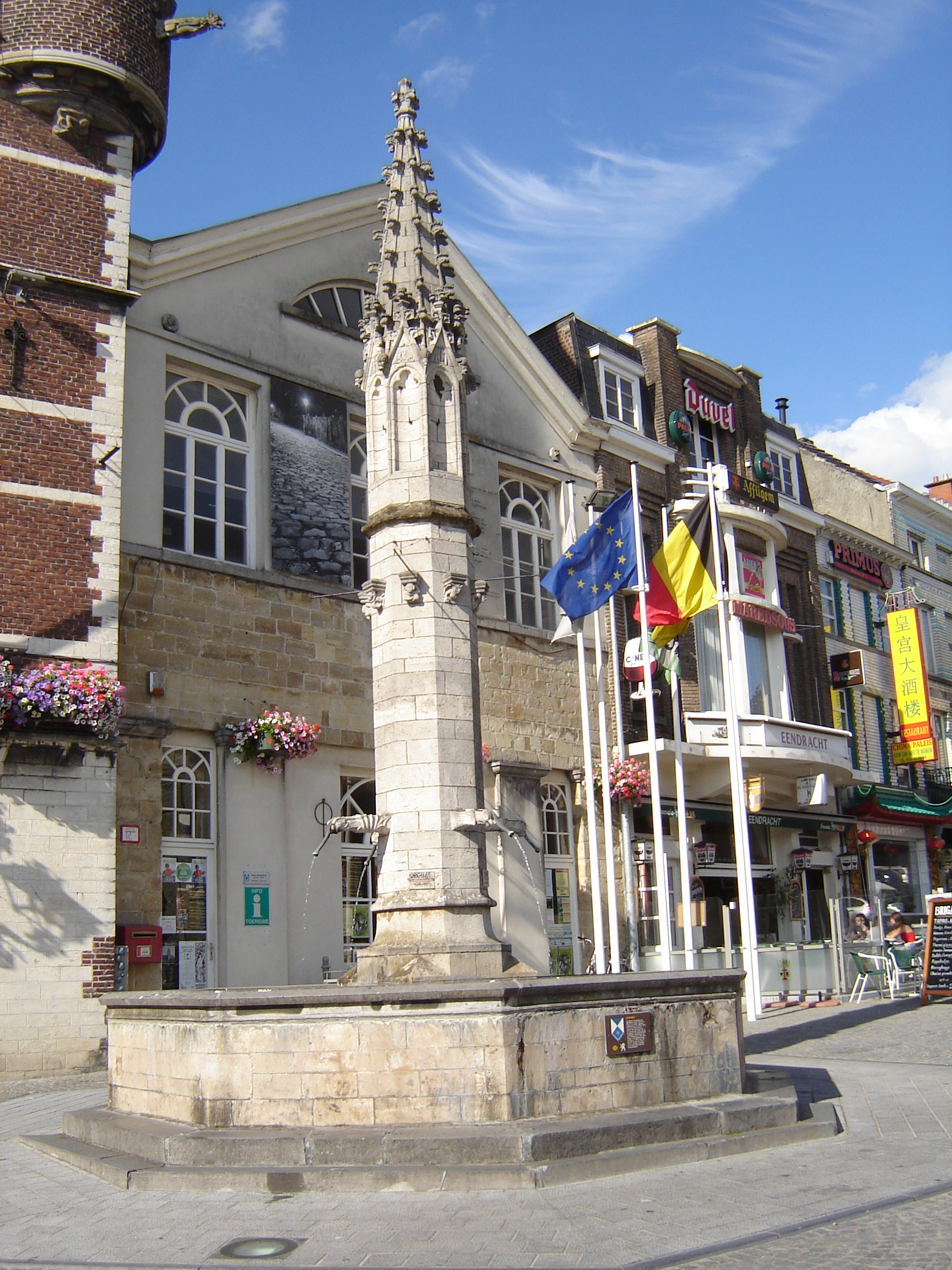
De Marbol
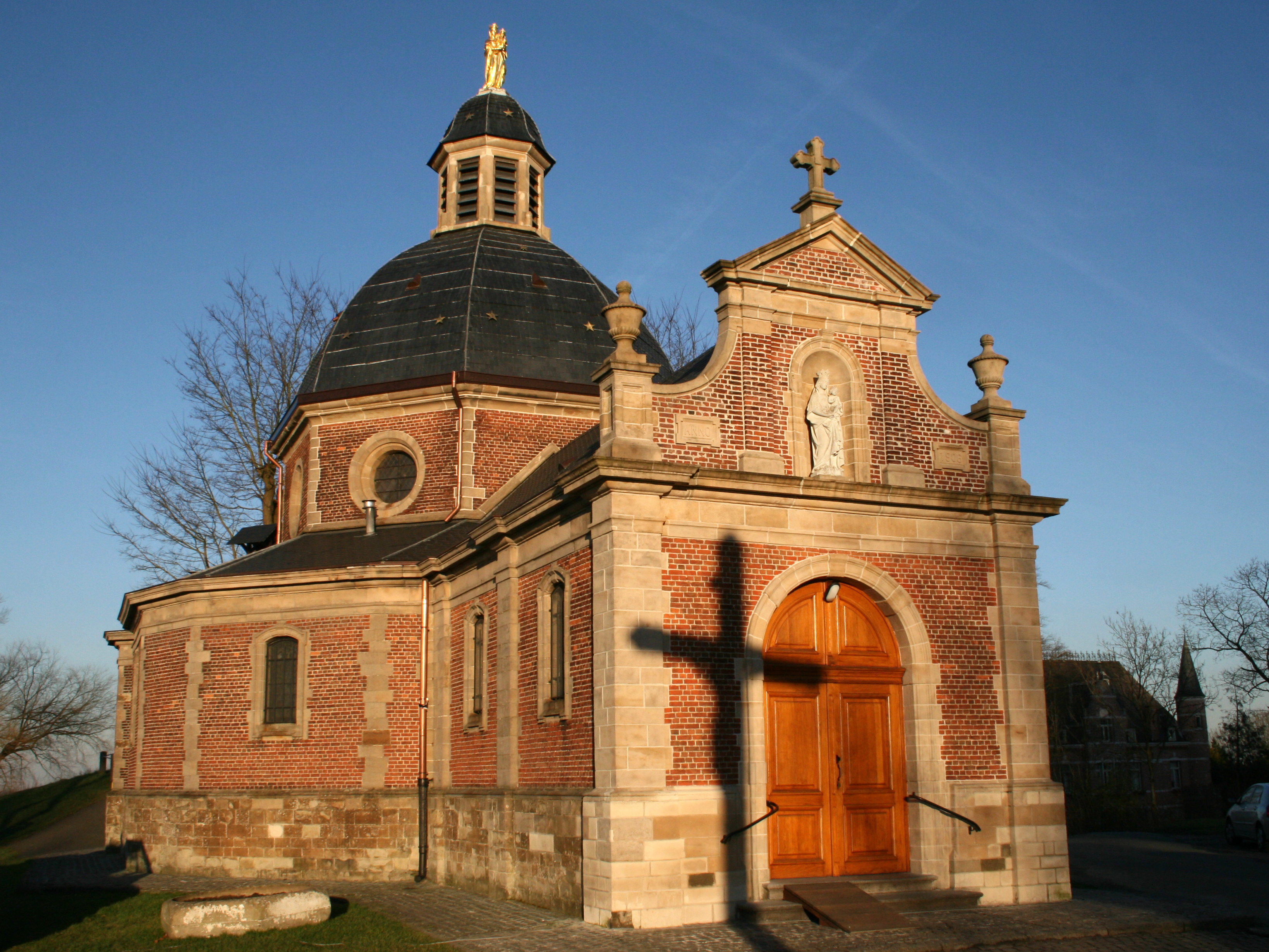
Liebfrauenkapelle auf dem Oudenberg
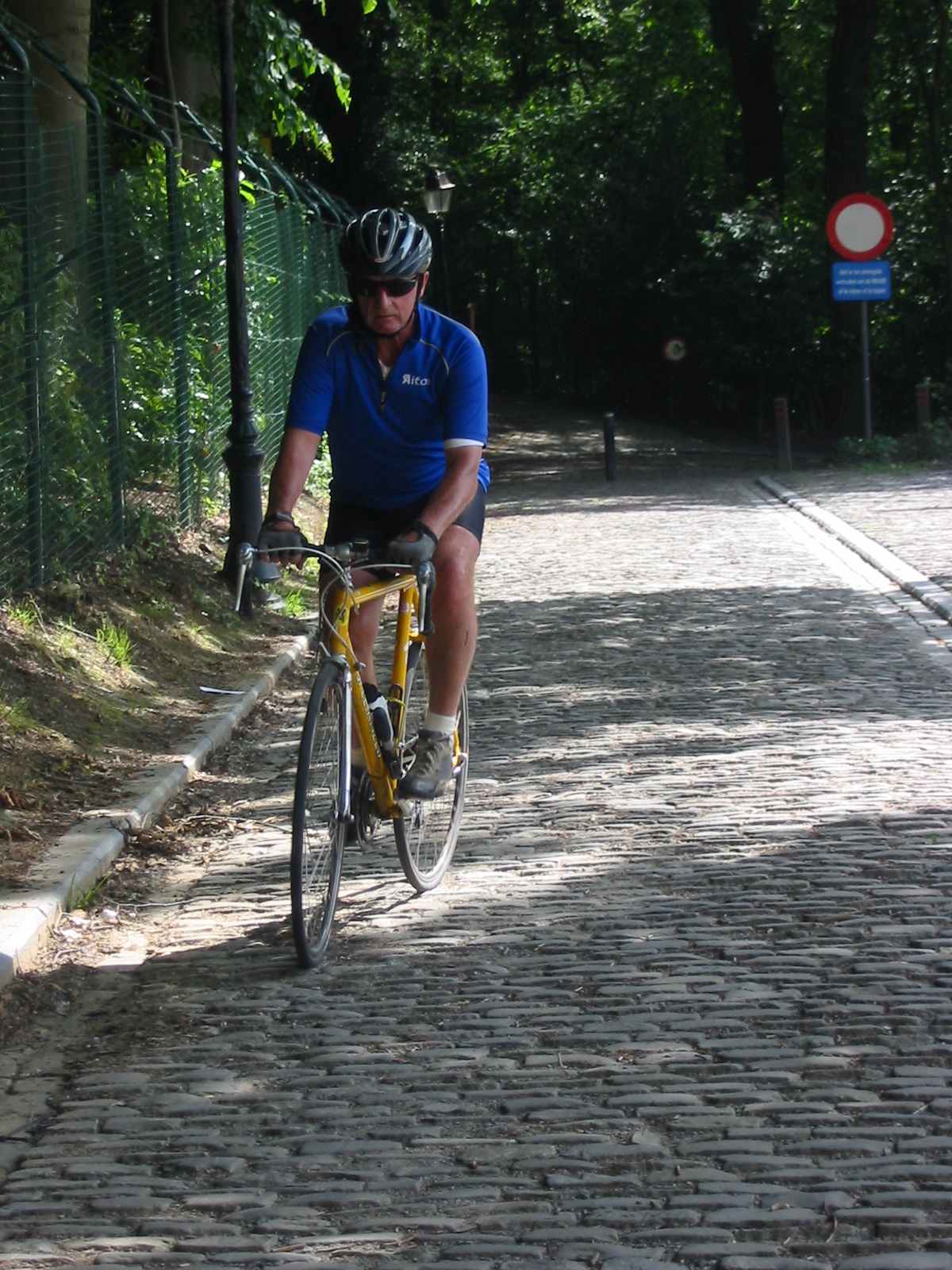
De Muur van Geraardsbergen

## Kultur
Jährlich wird im Februar das Ende des Winters mit Krakelingen (Gebäck) und Tonnekensbrand (eine brennende Tonne) gefeiert. Dieses jahrhundertealte Doppelfest wurde in das Inventar des Immateriellen Erbgutes Flandern (2009) aufgenommen und 2010 auf der repräsentativen Liste des immateriellen kulturellen Erbgutes der Menschheit der UNESCO eingeschrieben.

## Tourismus
Durch die Stadt läuft unter anderem die Denderroute Süd und „Denderende Steden“.

## Kulinarisches

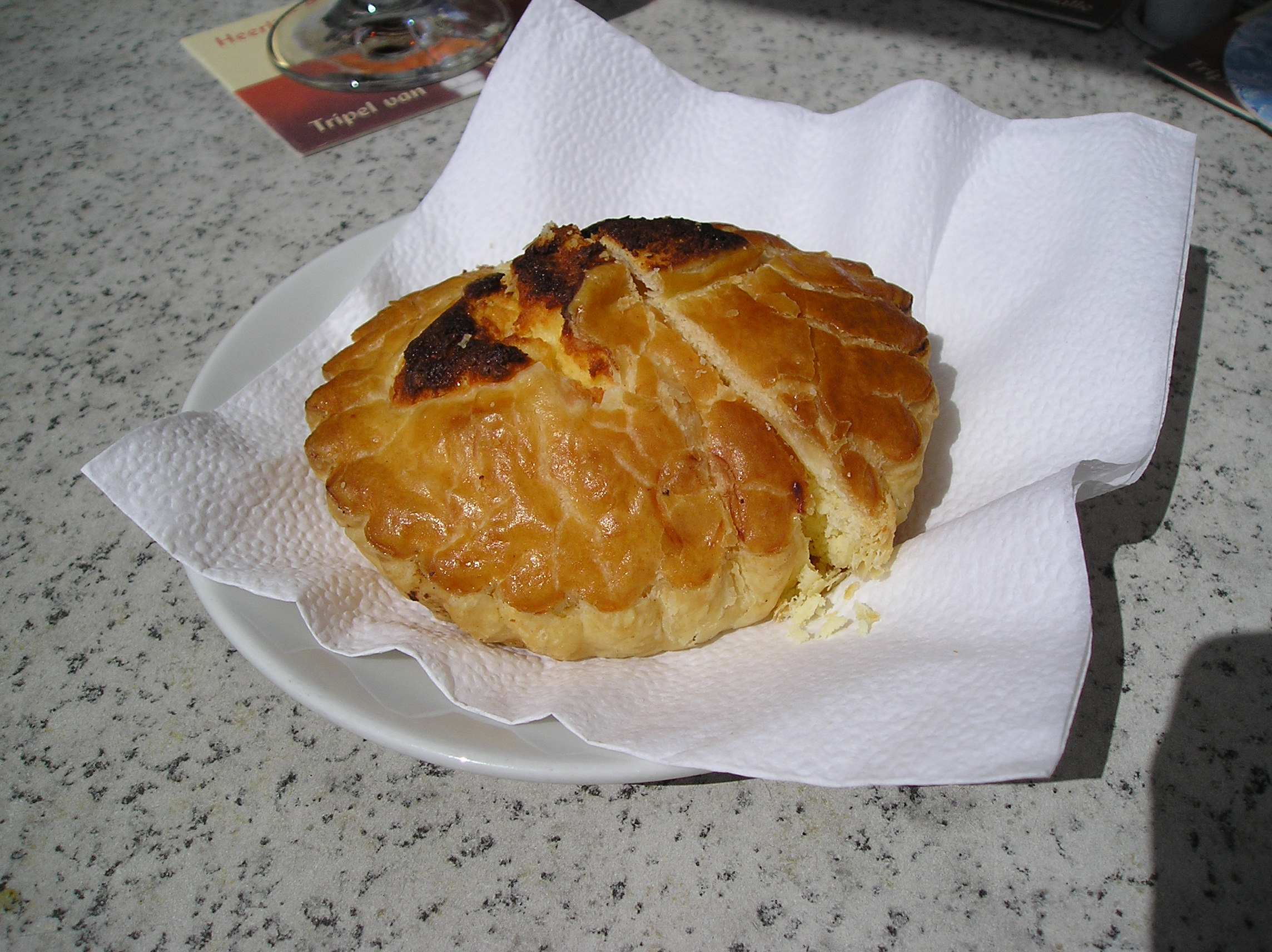
Mattentaart

Die Mattentaart ist ein Gebäck auf Basis von versäuerter Milch. Die Geraardsberger Mattentaart wurde 2007 durch die Europäische Union als erstes flämisches Ortsprodukt als geschützte Ursprungsbezeichnung anerkannt.

## Natur
Neuerdings hat die Gemeinde sich im Rahmen des Pilotprojekts „Stiltegebied Dender-Mark“ engagiert, um in Absprache mit den Gemeinden Galmaarden und Ninove, den Provinzgouvernements von Ostflandern und Flämisch-Brabant, AMINAL und der Flämischen Region, den stillen Charakter des Landstrichs zu wahren. Geraardsbergen umfasst folgende Naturgebiete: Moenebroek, Boelaremeerse, Gemene Meers, Raspaillebos, Kortelake und Rietbeemd.

## Politik
Bürgermeister waren unter anderen:
- Franz Rens (liberal) (1894–1898)
- Robert Rens (liberal) (1953–1958)
- Agnes Allebosch-De Munter (CVP) (1977–1994)
- Freddy De Chou (sp.a) (1995–2000)
- Guido De Padt (Open VLD) (2001–2006)
- Freddy De Chou (sp.a) (2007–)

### Stadtrat
- Vooruit: 0
- Vooruit – Gr: 4
- Groen: 0
- VLD: 5
- CD&V: 8
- N-VA: 2
- VB: 7
- Sonst.: 5

Nach der Wahl kam es zu einer Koalition aus CD&V, OpenVLD und Vooruit – Groen. 
 Sie kommen zusammen auf 17 der 31 Sitze.
- Vooruit: 24
- Vooruit – Gr: 12
- Groen: 0
- VLD: 52
- CD&V: 29
- CDV/NVA: 7
- N-VA: 9
- VB: 15
- Sonst.: 7

## Söhne und Töchter der Stadt
- Wilhelm von Moerbeke (um 1215–1286), Geistlicher und Übersetzer
- Percheval van den Noquerstocque, 15. Jahrhundert, Freund von Ägidius, Sänger an der päpstlichen Kapelle
- Pieteren den Brant, spätmittelalterlicher Dichter (1435) der Geraardsbergischen Handschrift und unter anderem Autor von „de properheden vande vier complexien“ Miniatuur aus Roman de Mélusine zugeschrieben Guillebert de Metz, 1420-1430.

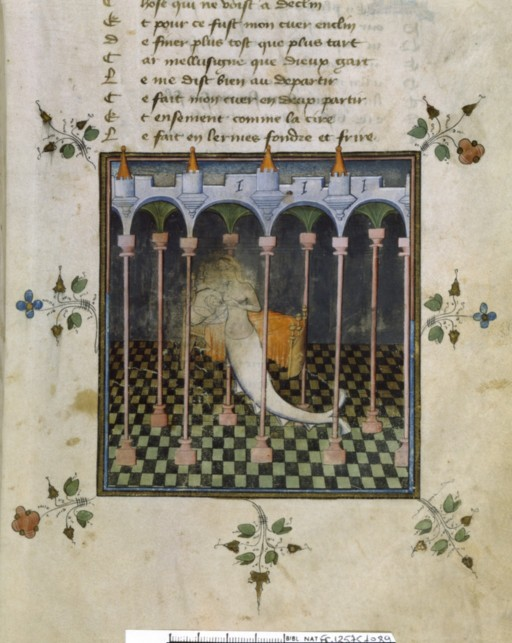
Miniatuur aus Roman de Mélusine zugeschrieben Guillebert de Metz, 1420-1430.

- Pedro de Gante (1486–1572), Missionar der Franziskaner in Mexiko und Heiliger
- Guillebert de Metz, 15. Jhdt., Schreiber und Miniaturist, Kopist, Schöffe der Stadt, Bibliothekar Philipps des Guten
- Johannes Hauchin (1527–1589), Erzbischof von Mecheln
- Gabriel Grupello (1644–1730), italienisch-flandrischer Bildhauer
- Constant Van Crombrugghe (1789–1865), Kanoniker und Stifter der religiösen Orden Dochters van Marie, Dames van Maria und Paters Jozefieten
- Frans Rens (1805–1874), flämischer Gelehrter, in der Flämischen Bewegung aktiv
- Eugène-François de Block (1812–1893), Genremaler, Radierer und Zeichner
- Ildephonse Stocquart (1819–1889), Kunstmaler
- Albrecht Lefebvre (1879–1951), Kunstmaler, Impressionist
- Paul Van Steenberge (1884–1962), Bierbrauer, Hochschullehrer und Politiker
- Jan De Cooman (1893–1949), Kunstmaler
- Karel Rosier (1906–1990), plastischer Künstler und Dichter
- Hubert Godart (1913–1983), Radrennfahrer
- Frans Van Coetsem (1919–2002), belgisch-US-amerikanischer Sprachwissenschaftler und Hochschullehrer (Löwen, Leiden und Cornell)
- Roel D’Haese (1921–1996), Bildhauer und Grafiker
- Cyriel Delannoit (1926–1998), europäischer Boxchampion
- Reinhoud D’Haese (1928–2007), Bildhauer, Zeichner und Grafiker
- Roger Blanpain (* 1932), Dekan der Rechtswissenschaften der katholischen Universität Löwen
- Herman Vanden Berghe (* 1933), Humangenetiker, Ehrenvizerektor der katholischen Universität Löwen
- Paul Van den Berghe (* 1933), Bischof von Antwerpen
- Herman Vekeman (* 1938), Literaturwissenschaftler, Autor, Professor der Universität Köln
- Ferdi Van Den Haute (* 1952), Radrennfahrer
- Guido De Padt (* 1954), Politiker
- Marie-Christine Deurbroeck (* 1957), ehemalige Leichtathletin
- Lodewijk Aerts (* 1959), katholischer Geistlicher, Bischof von Brügge
- Michaël Borremans (* 1963), Künstler
- Alain Van Den Bossche (* 1965), Radrennfahrer
- Koen Pletinckx (* 1974), Komponist und Computerspezialist
- Lisbeth Imbo (* 1976), Radio- und Fernsehmoderatorin
- Jan Soetens (* 1984), Cyclocross- und Straßenradrennfahrer
- Soetkin Baptist (* 1985), Sängerin der Gruppen Ishtar, Olla Vogala und Encantar
- Dean Delannoit (* 1989), Sänger
- Ryan Mmaee (* 1997), marokkanisch-belgischer Fußballspieler
- Steffen De Schuyteneer (* 2004), Radrennfahrer